# 상조제만

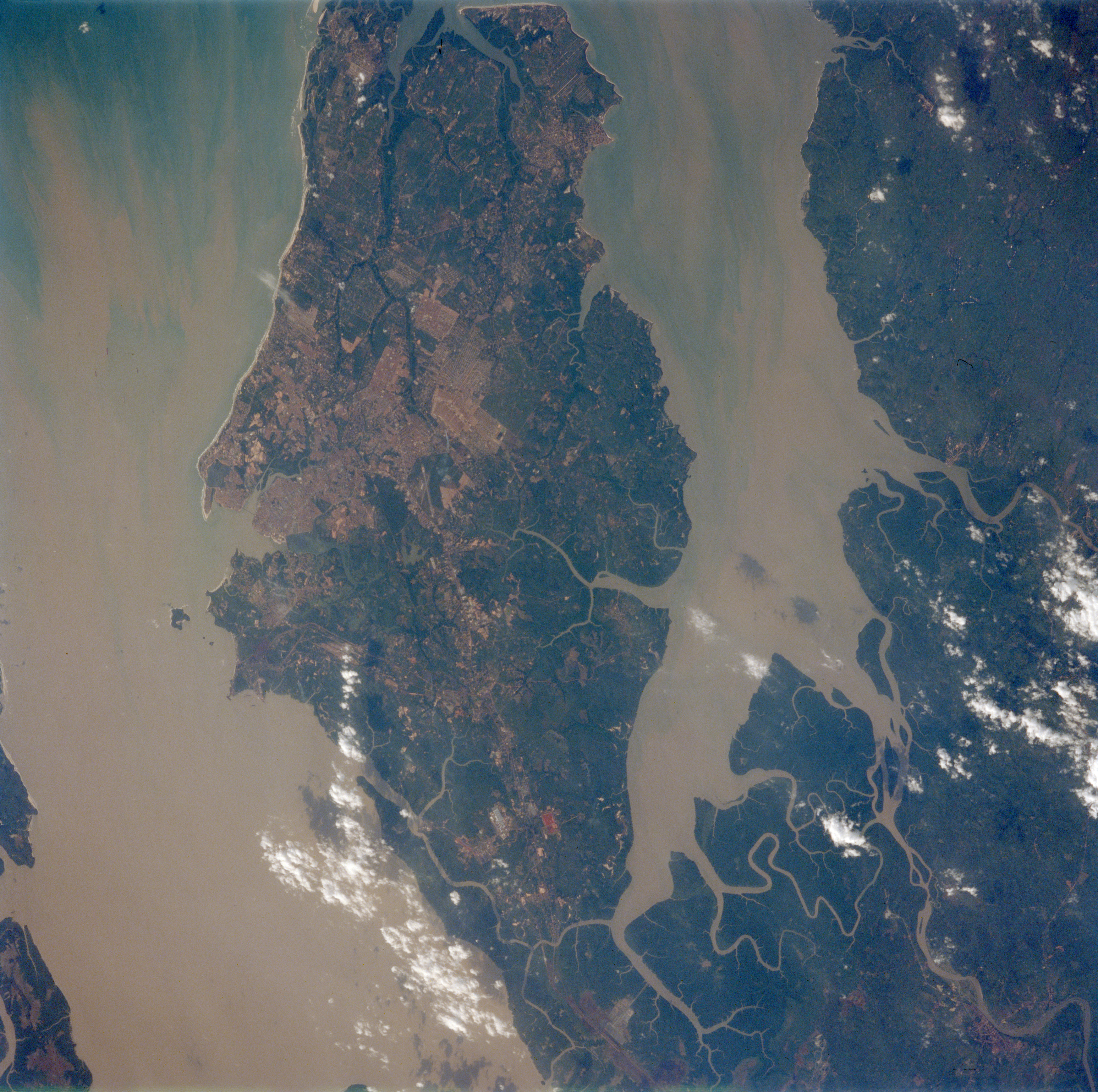
우파옹-아수 섬(가운데), 상마르코스만(왼쪽), 남쪽에는 아라이알 만, 동쪽에는 상조제만이 위성사진을 통해 보인다.'

상조제만(Baía de São José)는 브라질 북동부 마라냥주에 있는 대서양의 만이다.
이 만은 이타페쿠루강과 무님강을 포함하여 여러 강의 하류와 연결된다.
마라냥섬 또는 우파옹-아수섬으로도 알려진 상루이스섬은 서쪽으로 상마르코스만와 상조제만을 분리한다. 상루이스섬에는 마라냥의 주도인 상루이스가 있다.